# Le Roi de Chinatown
Pour plus de détails, voir Fiche technique et Distribution.
Le Roi de Chinatown (King of Chinatown) est un film américain réalisé par Nick Grinde, sorti en 1939, avec Anna May Wong, Akim Tamiroff, J. Carrol Naish, Sidney Toler, Philip Ahn, Anthony Quinn, Bernadette Hayes et Roscoe Karns dans les rôles principaux.

## Synopsis
Dans une grande ville américaine, le gangster Frank Baturin (Akim Tamiroff) dirige un racket dans un quartier chinois. La docteur Mary Ling (Anna May Wong) et son père le docteur Chang Ling (Sidney Toler) entre en résistance.

## Fiche technique
- Titre français : Le Roi de Chinatown
- Titre original : King of Chinatown
- Réalisation : Nick Grinde
- Scénario : Lillie Hayward et Irving Reis d'après une histoire de Herbert J. Biberman
- Photographie : Leo Tover
- Montage : Eda Warren
- Musique : John Leipold et Gerard Carbonara
- Direction artistique : Hans Dreier et Robert Odell (en)
- Costumes : Edith Head
- Producteur : Harold Hurley
- Société de production : Paramount Pictures
- Société de distribution : Paramount Pictures
- Pays d'origine : États-Unis
- Langue originale : anglais
- Format : Noir et blanc - 1,37:1 - Mono
- Genre : Film policier, film noir
- Durée : 57 minutes
- Date de sortie : États-Unis : 17 mars 1939

## Distribution
- Anna May Wong : Dr. Mary Ling
- Akim Tamiroff : Frank Baturin
- J. Carrol Naish : Professor
- Sidney Toler : Dr. Chang Ling
- Philip Ahn : Robert Bob Li
- Anthony Quinn : Mike Gordon
- Bernadene Hayes : Dolly Warren
- Roscoe Karns : Rip Harrigan
- Ray Mayer : Potatoes
- Richard Denning : Protective Association Henchman
- Archie Twitchell : Hospital Interne
- Eddie Marr : Henchman Bert
- George Anderson (en) : Detective
- Charles B. Wood : Henchman Red
- George Magrill : Second Gangster
- Charles Trowbridge : Dr. Jones
- Lily King : Chinese Woman
- Wong Chung : Chinese Man
- Chester Gan (en) : Mr. Foo
- Pat West as Fight Announcer
- Guy Usher : Investigator

Et, parmi les acteurs non crédités :
- Sam Ash (en)
- Ethel Clayton
- Robert Homans
- Cyril Ring
- Ben Taggart (en)
- Luana Walters
- Pierre Watkin
- Florence Wix (en)